# Coptaspis elegans
Espèce
Coptaspis elegans est une espèce d'insectes orthoptères de la famille de Tettigoniidae et de la sous-famille des Conocephalinae. 
Elle est trouvée en Polynésie française.